# Registre du personnel
Un registre du personnel (en France) est un registre obligatoire pour toute entreprise, destiné à consigner chronologiquement les mouvements de l’ensemble des salariés et stagiaires de l’établissement, quels que soient leur statut, leur contrat ou leur fonction.
Il s’agit d’un outil fondamental de transparence sociale, permettant notamment à l’inspection du travail de vérifier la régularité des embauches, le respect du droit du travail, et la situation des travailleurs.

## Caractère obligatoire
Toute entreprise, association ou établissement public employeur doit tenir un registre unique du personnel. Cette obligation s’applique dès le premier salarié.
Le registre consigne :
les entrées : embauches en CDI, CDD, contrat d'apprentissage, contrat de professionnalisation, alternance, stage ;
les sorties : démissions, licenciements, ruptures conventionnelles, fins de contrat, etc.
La tenue de ce registre est une obligation prévue par le Code du travail (articles L1221-13 à L1221-15 et D1221-23 à D1221-27).
Il doit pouvoir être présenté à tout moment aux agents de contrôle de l'inspection du travail.

## Support papier ou numérique
Ce registre peut être tenu :
sur support papier (cahier, classeur, modèle préimprimé) ;
ou sous forme informatique.
La forme informatique est autorisée sous réserve de respecter les exigences de la Délibération CNIL n°2004-097 du 9 décembre 2004, qui dispense de déclaration à la CNIL si certaines conditions sont remplies.
Selon le Ministère du Travail :
"Aucune forme particulière n’est imposée. Les supports utilisés (papier ou informatique) doivent permettre une inscription indélébile, chronologique, sans possibilité de modification non tracée. Les mentions doivent être portées dès qu’elles sont connues."

## Contenu du registre
Pour chaque salarié ou stagiaire, le registre du personnel doit comporter les mentions suivantes :
Nom et prénom ;
Date de naissance, sexe ;
Nationalité ; pour les salariés étrangers, la copie du titre de séjour ou le type de document fourni avec ses références ;
Emploi occupé, statut (cadre, non cadre...) ;
Type de contrat : CDI, CDD, contrat d’apprentissage, de professionnalisation, alternance, stage ;
Date d’entrée dans l’entreprise et date de sortie le cas échéant ;
Pour les stagiaires : nom du tuteur et lieu de présence (obligatoire depuis le décret du 27 novembre 2014 pris en application de la loi n° 2014-788 du 10 juillet 2014).
Les informations doivent être saisies dans l’ordre chronologique des embauches et conservées pendant 5 ans après le départ du salarié.

## Données interdites
Le registre du personnel ne doit en aucun cas contenir des données sensibles non pertinentes telles que le numéro de sécurité sociale (NIR). La CNIL rappelle que l'inscription de ce numéro est interdite dans le registre.
Voir à ce sujet la Dispense n° 2 – Délibération CNIL n°2004-097 du 9 décembre 2004, autorisant la tenue informatisée du registre sans déclaration, sous conditions.

## Contrôle et sanctions
Le non-respect des obligations liées au registre du personnel peut faire l’objet d’un procès-verbal et d’une sanction administrative ou pénale. L’absence ou l’irrégularité du registre peut être interprétée comme une tentative de dissimulation d’emploi.